# Ercheia borneensis
Ercheia borneensis là một loài bướm đêm trong họ Noctuidae.